# 獣の数字

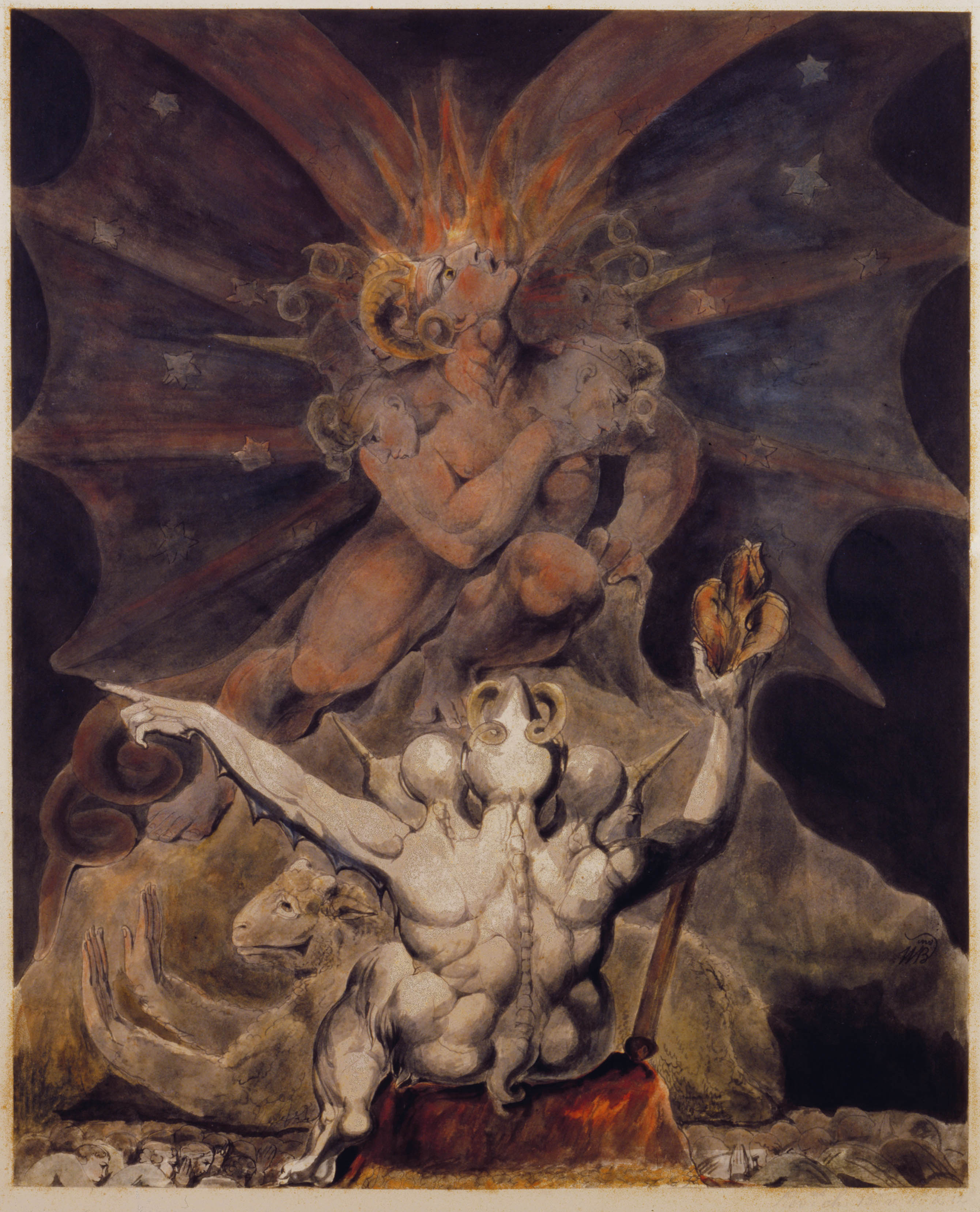
ウィリアム・ブレイク作「The number of the beast is 666」

獣の数字（けもののすうじ）は、『新約聖書』の『ヨハネの黙示録』に記述されている。以下に引用すると、「ここに知恵が必要である。賢い人は、獣の数字にどのような意味があるかを考えるがよい。数字は人間を指している。そして、数字は六百六十六である。」（13章18節）

## 解説
「また、小さな者にも大きな者にも、富める者にも貧しい者にも、自由な身分の者にも奴隷にも、すべての者にその右手か額に刻印を押させた。そこで、この刻印のある者でなければ、物を買うことも、売ることもできないようになった。この刻印とはあの獣の名、あるいはその名の数字である。ここに知恵が必要である。賢い人は、獣の数字にどのような意味があるかを考えるがよい。数字は人間を指している。そして、数字は六百六十六である。」（新共同訳聖書 ヨハネの黙示録13章16-18節）
この数字「666」の意味については、古来、様々に解釈されてきた。

### 皇帝ネロ説
自由主義神学の高等批評による聖書学では、ローマ皇帝ネロを指すという説が最も支持を得ている。即ち、皇帝ネロ（Nero Caesar）のギリシア語表記（Νέρων Καίσαρ, Nerōn Kaisar）をヘブライ文字に置き換え（נרון קסר, Nron Ksr）、これを数値化し（ゲマトリア）、その和が「666」になるというもの。ヘブライ文字はギリシア文字のように、それぞれの文字が数値を持っており、これによって数記が可能である。この説は、直前の皇帝崇拝らしき記述とも、意味的に整合する（一説によれば、貨幣経済の比喩ともいわれる）。写本によっては、獣の数字は「666」でなく、「616」と記されているものもある（詳細は後述）。この場合は、ギリシア語風の「ネロン」ではなく、本来のラテン語発音の「ネロ」（נרו קסר Nro Ksr）と発音を正したものと解釈できる。
ネロ説は、19世紀にフランスの宗教史家エルネスト・ルナンが提唱した仮説で、知名度の割に歴史は浅く、その正誤は提唱当時より議論されている。

### ローマ教皇説
この数はローマ教皇（＝ローマ司教）を指すとする説が、反カトリック教会の注意喚起として普及している。それによれば、「666」とはラテン語で「神の子の代理」を意味する"Vicarius Filii Dei"の、ローマ数字部分を足し合わせたものと一致する、という（V＝5、C＝100、I＝1、L＝50、D＝500）。マタイによる福音書等の「荒らす憎むべき者が、聖なる場所に立つのを見たならば」はエキュメニズムを指すとされている。
マルティン・ルターなどの主張で使われた。

### ニーコン総主教
「666」は反キリストを指すものとして捉えられてきたが、ロシア正教では1654年に総主教ニーコンによって行われた典礼改革に反発して破門された正教古儀式派（主流派正教会には「ラスコーリニキ（分離派の意）」と蔑称される）が1666年を反キリスト出現の年と解釈する動きが生じた。その根拠として、総主教ニコン（198）、彼を総主教に抜擢した皇帝アレクセイ（104）、ニコン配下のギリシャ人典礼校訂者アルセニウス（364）の3つの数字の和が「666」で獣の数字と一致する、という説が唱えられた。ちなみに古儀式派が破門されたのも高位聖職者会議の開かれた1666年から1667年のことである。

### エホバの証人
また、エホバの証人は、6は7が象徴する完全さに達しないことを表すとし、さらに6が3回繰り返されることは凶兆を表すとし、獣は人間の諸政府を表すと捉えることから、この数字は「神の完全さの基準に達しない、この世の巨大な政治体制」を指すと解釈している。

## 616という異読

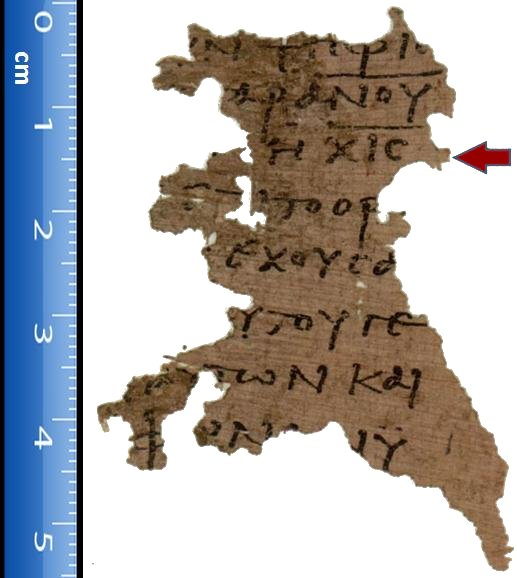
オクシリンコス・パピルス断片。ギリシャ数字で (616) と記す

近年、オクシリンコス・パピルスの解析が進み、その内の一つが獣の数字の節を含むヨハネ黙示録の写本であることがわかった（P.Oxy. 4499。聖書学では{\displaystyle {\mathfrak {P}}}115。{\displaystyle {\mathfrak {P}}}はパピルスの写本を意味する）。この写本は獣の数字を「616」と記している。この異読はエフラエム写本（C と略す）やエイレナイオスの著書を通じて、以前より知られていたが、当該写本が非常に古いものであったこともあり（3世紀-4世紀）、一部マスコミがセンセーショナルに報道し、広く知られることになった。
しかし、聖書学の本文批評は、彼らが伝えたような単純な解釈とは異なり、より古い写本の読みが常に正しいと考えるわけではない。なぜなら、現存する全てのテキストは、オリジナルではなく、写本だからである。ある比較的新しい小文字写本は、古い写本を写したもののため、非常に古い読みを伝えていたり、また、ある成立年代の古い大文字写本が、教義に合わせて色々と修正・加筆されていることもある。この異読は、エイレナイオスが伝えているように、2世紀にはすでに存在していたことが明らかであるため、たとえ現存最古であっても、3世紀-4世紀の写本が決定的な意味を持つことはない。
13章18節を含む写本では、{\displaystyle {\mathfrak {P}}}115と同時代、あるいはそれより古いと推測される3世紀に書かれた{\displaystyle {\mathfrak {P}}}47があり、こちらは「666」としている。{\displaystyle {\mathfrak {P}}}115はアレクサンドリア写本（A と略す）と C に読みが近く、{\displaystyle {\mathfrak {P}}}47はシナイ写本（א と略す）に近い。ヨハネ黙示録においては、א よりも、A と C が本文（オリジナルの文）に近いと考える研究者もいるが、この箇所では、肝心の A と C の読みが異なっている。「666」とするものは、ギリシア語大文字写本では{\displaystyle {\mathfrak {P}}}47, א, A, 051 があり、また小文字写本のほぼ全てがこれに従う。一方、「616」の異読は、{\displaystyle {\mathfrak {P}}}115, C の2写本のみがある。2世紀のエイレナイオスは「666」を本文と見なしており（『異端反駁』第5巻 30, 3）、これも「666」を支持される有力な根拠となっている。現時点では、「616」が本文であるとする研究者はごく一部に留まる。
なお、異読には「615」というものもある。